# Margarinotus occidentalis
Margarinotus occidentalis är en skalbaggsart som först beskrevs av Lewis 1885.  Margarinotus occidentalis ingår i släktet Margarinotus och familjen stumpbaggar. Inga underarter finns listade i Catalogue of Life.